# Antioh IV. Epifan
Antioh IV. Epifan ("Objava (boga)", "Glasoviti"; grčki: Ἀντίοχος Ἐπιφανὴς, fonetski: ænˈtɑi̯əkəs ɛˈpɪfəniːz; cca. 215. pr. Kr. - 164. pr. Kr.) bio je vladar Seleukidskog Carstva od 175. pr. Kr. do svoje smrti 164. pr. Kr. Bio je sin kralja Antioha III. Velikog i brat Seleuka IV. Filopatora. Pravo ime mu je bilo Mitridat; ime "Antioh" je preuzeo po dolasku na prijestolje.
Važni događaji za njegove vladavine su bili rat s Egiptom (dio Sirijskih ratova), koji je umalo doveo do osvajanja te zemlje i od koga potiče metaforički izraz "linija u pijesku" te ustanak židovskih Makabejaca.
Antioh je, kao ni jedan drugi helenistički vladar, imao sklonost rabiti božanske epitete kao Theos Epiphanes (grčki: ΘΕΟΣ ΕΠΙΦΑΝΗΣ što znači "Božja objava"), a nakon pobjede nad Egiptom se nazvao, Nikephoros (grčki: ΝΙΚΗΦΟΡΟΣ što znači "Pobjedonosni"). Njegovo ekscentrično ponašanje, kapriciozni potezi i ludilo su mu, pak, od strane suvremenika donijeli nadimak Epimanes ("Ludi"), odnosno igru riječi s njegovom titulom Epiphanes.

## Vanjske poveznice
- (engl.) Antiochus IV Ephiphanes entry in historical sourcebook by Mahlon H. Smith
- (engl.) Jewish Encyclopedia: Antiochus IV Epiphanes
- (engl.) Antiochus IV Epiphanes at livius.org

## Fusnote
1. 1 2  Antiochus IV Epiphanes | Biography, Reign, Jerusalem, Revolt, & Death | Britannica. www.britannica.com (engleski). Pristupljeno 11. listopada 2022.
2. ↑  Edgar, Alan Astin. 1989. The Cambridge Ancient History, Volume 8: Rome and the Mediterranean to 133 B. C. Cambridge University Press. str. 341. ISBN 0-521-23448-4. OCLC 463567454
3. ↑  Polybius Histories Book 26. penelope.uchicago.edu. Pristupljeno 11. listopada 2022.